# 中川雄二
中川 雄二（なかがわ ゆうじ、1978年10月22日 - ）は、山口県宇部市出身の元プロサッカー選手、サッカー指導者。現役時代のポジションはGK。

## 来歴
元日本代表のGK都築龍太は、国見高校時代の同期。当時は中川が正GKの背番号1を背負っていた。またU-16、U-17日本代表にも選ばれている。大学卒業後はJFL所属のYKKに入団。2008年に所属するYKK APとアローズ北陸の合併によって誕生したカターレ富山に加入し、2009年、チームのJ昇格により30歳で初めてJリーグの舞台に立つこととなった。一見派手なスーパーセーブこそ少ないが、的確な判断とミスの少ない安定したプレーが特徴の堅実な選手で、素早く正確なスローによるフィードも特徴のひとつであった。Jリーグでも十分に通用する実力を見せつけ、幾度となくチームのピンチを救った。堅守のチームを最後尾から支えたことで、富山のファンによって選出される年間MVP にも選ばれた。2010年も引き続き多くの試合でゴールを守ったが、シーズン終了をもって現役を引退。
引退後も富山に残り、2011年はU-15コーチ、2012年はU-18・U-15コーチを務めた。2013年からはトップチームのゴールキーパーコーチに就任、2015年シーズン終了後に退任。
2016年、松本山雅FCトップチームGKコーチに就任。2021年12月23日、退任が発表された。
2021年12月29日、ヴァンフォーレ甲府のGKコーチに就任。

## 所属クラブ
- 1994年 - 1996年 国見高校
- 1997年 - 2000年 明治大学
- 2001年 - 2007年 YKK AP
- 2008年 - 2010年 カターレ富山

## 個人成績
| 国内大会個人成績 | 国内大会個人成績 | 国内大会個人成績 | 国内大会個人成績 | 国内大会個人成績 | 国内大会個人成績 | 国内大会個人成績 | 国内大会個人成績 | 国内大会個人成績 | 国内大会個人成績 | 国内大会個人成績 | 国内大会個人成績 |
| 年度             | クラブ           | 背番号           | リーグ           | リーグ戦         | リーグ戦         | リーグ杯         | リーグ杯         | オープン杯       | オープン杯       | 期間通算         | 期間通算         |
| 年度             | クラブ           | 背番号           | リーグ           | 出場             | 得点             | 出場             | 得点             | 出場             | 得点             | 出場             | 得点             |
| 日本             | 日本             | 日本             | 日本             | リーグ戦         | リーグ戦         | リーグ杯         | リーグ杯         | 天皇杯           | 天皇杯           | 期間通算         | 期間通算         |
| ---------------- | ---------------- | ---------------- | ---------------- | ---------------- | ---------------- | ---------------- | ---------------- | ---------------- | ---------------- | ---------------- | ---------------- |
| 2001             | YKK              | 22               | JFL              | 30               | 0                | -                | -                | -                | -                | 30               | 0                |
| 2002             | YKK              | 1                | JFL              | 17               | 0                | -                | -                |                  |                  |                  |                  |
| 2003             | YKK              | 1                | JFL              | 28               | 0                | -                | -                | -                | -                | 28               | 0                |
| 2004             | YKK AP           | 1                | JFL              | 30               | 0                | -                | -                | -                | -                | 30               | 0                |
| 2005             | YKK AP           | 1                | JFL              | 30               | 0                | -                | -                | -                | -                | 30               | 0                |
| 2006             | YKK AP           | 1                | JFL              | 33               | 0                | -                | -                | 3                | 0                | 36               | 0                |
| 2007             | YKK AP           | 1                | JFL              | 30               | 0                | -                | -                | -                | -                | 30               | 0                |
| 2008             | 富山             | 1                | JFL              | 30               | 0                | -                | -                | 2                | 0                | 32               | 0                |
| 2009             | 富山             | 1                | J2               | 46               | 0                | -                | -                | 1                | 0                | 47               | 0                |
| 2010             | 富山             | 1                | J2               | 28               | 0                | -                | -                | 1                | 0                | 29               | 0                |
| 通算             | 日本             | 日本             | J2               | 74               | 0                | -                | -                | 2                | 0                | 76               | 0                |
| 通算             | 日本             | 日本             | JFL              | 228              | 0                | -                | -                | 5                | 0                | 233              | 0                |
| 総通算           | 総通算           | 総通算           | 総通算           | 302              | 0                | -                | -                | 7                | 0                | 309              | 0                |

## 経歴
- Jリーグ初出場 - 2009年3月7日 J2 第1節 対アビスパ福岡戦 (レベルファイブスタジアム)

## 代表歴
- 1994年 U-16日本代表
  - U-16アジアユース選手権出場 (優勝)
- 1995年 U-17日本代表
  - FIFA U-17世界選手権出場

## 指導歴
- 2011年 - 2015年 カターレ富山
  - 2011年 - 2012年 U-15コーチ
  - 2012年 U-18コーチ
  - 2013年 - 2015年 トップチームGKコーチ
- 2016年 - 2021年 松本山雅FC GKコーチ
- 2022年 - ヴァンフォーレ甲府 GKコーチ